# Théodore IX de La Marck
Théodore IX de La Mark (1374 - 1398) est comte de Mark de 1393 à 1398.
Théodore est le second fils du comte Adolphe III de La Marck et de Marguerite de Juliers.
Son père a acquis le comté de Clèves en 1368 et réservé à son fils aîné le comté.
Théodore reçoit quant à lui le titre de comte de Mark en 1393, alors même que son père est encore vivant.
Lorsque Théodore IX meurt au combat, en 1398, son frère aîné Adolphe lui succède. C'est ainsi que le comté de Mark et de Clèves sont de nouveau réunis.